# Первое Чурашево
Первое Чурашево (чув. Урхас Кушкă) — село в Мариинско-Посадском муниципальном округе Чувашской Республики.  С 2004 до 2023 года являлось административным  центром Первочурашевского сельского поселения.

## География
Находится в северо-восточной части Чувашии, на расстоянии приблизительно 17 км на юг по прямой от районного центра города Мариинский Посад.

## История
Известно с 1719 года, когда здесь было 135 дворов и 407 мужчин. В 1795 году (вместе с 11 выселками) было учтено 106 дворов, 909 жителей, в 1858—230 жителей, в 1897—325 жителей, в 1926 — 98 дворов, 440 жителей, в 1939—386 жителей, в 1979—474. В 2002 году было 164 двора, в 2010—184 домохозяйства. В 1930 году образован колхоз «Звезда», в 2010 году действовал СХПК «Звезда». Имеется действующая Введенская церковь (1894—1940, с 1944).

## Население
Постоянное население составляло 555 человек (чуваши 80 %) в 2002 году, 524 в 2010.